# 杉山勝雄
杉山 勝雄（すぎやま かつお、1910年（明治43年）5月7日 - 1965年（昭和40年）8月31日）は、日本の政治家。初代青森県むつ市長（2期）。

## 経歴
青森県下北郡田名部町（のち大湊田名部市、現在のむつ市）生まれ。旧制青森県立青森商業学校（現在の青森県立青森商業高等学校）を経て、1931年（昭和6年）中央大学法学部法学科卒。卒業後は、家業の製材、運輸業に従事した。1941年（昭和16年）田名部町会議員に当選。1947年（昭和22年）の青森県議会議員選挙に社会党公認で立候補したが、落選した。1948年（昭和23年）3月に町会議員を退任した。1951年（昭和26年）青森県議会議員に当選。1959年（昭和34年）4月まで2期務めた。

### 1959年大湊田名部市長選挙
同年9月1日、田名部町は大湊町との合併による大湊田名部市が発足。これに伴う市長選挙に立候補し、旧田名部町長の石沢完、旧大湊町長の佐々木由吉を破って当選した。
※当日有権者数：-人 最終投票率：-%（前回比：-pts）
| 候補者名   | 年齢 | 所属党派 | 新旧別 | 得票数  | 得票率 | 推薦・支持 |
| ---------- | ---- | -------- | ------ | ------- | ------ | ---------- |
| 杉山勝雄   | -    | -        | -      | 6,260票 | 34.8%  | -          |
| 石沢完     | -    | -        | -      | 6,062票 | 33.7%  | -          |
| 佐々木由吉 | -    | -        | -      | 5,684票 | 31.6%  | -          |

10月3日に市長に就任した。翌1960年（昭和35年）大湊田名部市は「むつ市」と改称。その後、社会党から自民党に移った。1963年（昭和38年）の選挙は自民党公認で再選。2年後の1965年（昭和40年）に市長在職中のまま死去した。

## 親族
- 杉山粛（息子、むつ市長）